# Khu bảo tồn biển

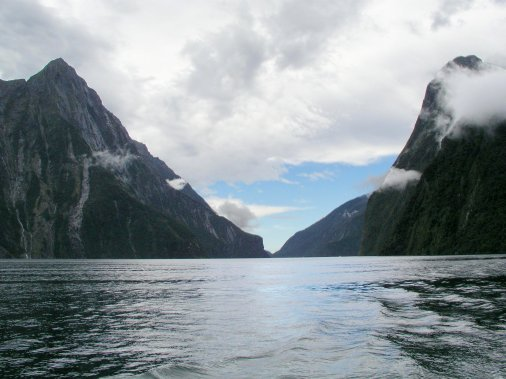
Milford Sound, Tân Tây Lan là Khu bảo tồn biển nghiêm ngặt (Loại Ia) Mitre Peak, ngọn núi ở bên trái, cao tới 1692 m trên mặt biển.

Khu bảo tồn biển là Khu bảo tồn thiên nhiên biển, đại dương, cửa sông, hồ lớn. Khu bảo tồn biển hạn chế hoạt động của con người với mục đích bảo tồn, thông thường để bảo vệ nguồn tài nguyên thiên nhiên hay văn hóa  Những nguồn lực biển như vậy được bảo vệ bởi địa phương, tiểu bang, lãnh thổ, bản địa, khu vực, quốc gia hoặc cơ quan quốc tế, phân biệt đáng kể trong và giữa các quốc gia. Sự thay đổi này bao gồm các hạn chế khác nhau về phát triển, hoạt động đánh cá, mùa vụ đánh cá và giới hạn đánh bắt, phao neo và cấm loại bỏ hoặc làm gián đoạn cuộc sống biển. Trong một số tình huống (chẳng hạn như với Khu bảo tồn Quần đảo Phoenix), khu bảo tồn biển cũng cung cấp nguồn thu cho quốc gia, có khả năng tương đương với thu nhập sẽ có nếu họ cấp phép cho công ty đánh cá.
Ngày 28 Tháng 10 2016 tại Hobart, Úc, Công ước về bảo tồn nguồn sinh sống biển ở Nam Cực đồng ý thành lập công viên hải dương đầu tiên ở Nam Cực và lớn nhất thế giới bao gồm 1,55 triệu km2 (600.000 dặm vuông) ở Biển Ross. Những khu bảo tồn biển lớn khác nằm ở Ấn Độ Dương, Thái Bình Dương và Đại Tây Dương trong một số khu vực đặc quyền kinh tế của Úc và các vùng lãnh thổ hải ngoại của Pháp, Vương quốc Liên hiệp Anh và Hoa Kỳ, với các khu bảo tồn biển mới hay mở rộng (990.000 km vuông (382.241 dặm vuông) hoặc lớn hơn) của các quốc gia này từ năm 2012, như công viên tự nhiên của biển Coral, khu tưởng niệm Quốc gia Hải dương các đảo phương xa Thái Bình Dương, khu bảo tồn biển Commonwealth biển Coral và khu bảo tồn biển đảo Nam Georgia và quần đảo Nam Sandwich.
Khi tính với khu bảo tồn biển với tất cả các kích cỡ từ nhiều quốc gia khác, cho tới tháng 8 năm 2016 có hơn 13.650 khu bảo tồn biển, bao gồm 2,07% của các đại dương trên thế giới.